# Äspö, Trelleborgs kommun
Äspö är en kyrkby i Äspö socken i Trelleborgs kommun i Skåne belägen mellan Trelleborg och Ystad och sydväst om Skurup på Söderslätt. 
I kyrkbyn finns Äspö kyrka. Här hölls Äspöfestivalen.
I Äspö föddes Anders Nilsson (1844-1936), major och stadsingenjör i Malmö. Författaren Emma Bendz växte upp här.